# Engelszell (formatge)
El formatge trapenc Engelszell s'elabora a l'abadia d'Engelszell prop del poble d'Engelhartszell a Àustria.
És un formatge que ha recuperat una elaboració tradicional quasi perduda. Els monjos refugiats de Mariastern van portar amb ells la recepta, però resultava inadequada davant la tecnologia i les exigències d'avui dia. A petició de la comunitat d'Engelszell, el monestir cistercenc de l'abadia de Schlierbach, va fabricar, de manera experimental, acla seva gran formatgeria moderna, tres classes de formatges diferents, dels quals els monjos d'Engelszell van triar el que millor corresponia al formatge d'antany. La formatgeria de l'abadia de Schlierbach assumeix encara la producció corrent.
El formatge es comercialitza sota el nom «Engelszeller Bio-Trappist» (formatge ecològic trapenc d'Engelszell).
Es tracta d'un formatge tou amb escorça rentada, disponible en rodes de més o menys un quilo, i en rodes petites de 150 grams.
Tal com a cervesa Engelszell, pertany a l'Associació Internacional Trapenca i té el segell d'Authentic Trappist Product.